# Абдуллаев, Гаси
Гаси Бехбуд оглы Абдуллаев (азерб. Həsi Behbud oğlu Abdullayev; 25 декабря 1910, Караагач, Зангезурский уезд, Елизаветпольская губерния, Российская империя — 23 марта 1967, Баку) — азербайджанский историк, доктор исторических наук (1963), профессор (1964). Работал старшим преподавателем в АГУ (1941—1948), заведующим кафедрой в Бакинской Высшей партийной школе (1945—1955), с 1956 года до конца жизни заведовал отделом в Институте истории АН Азербайджанской ССР. Его исследования посвящены изучению позднесредневекового периода истории Азербайджана (XVIII век).

## Биография
Родился 25 декабря 1910 года в селе Карагач Губадлинского уезда Российской империи. Среднее образование получил в Губадлы, в 1927-28 годах учился в Шушинской педагогической школе, в 1929 году работал учителем в железнодорожной школе Гянджи. В 1930 году продолжил образование в Бакинской педагогической школе. В 1939-40 годах учился в аспирантуре Московского государственного университета и защитил диссертацию на тему «политика Фатали-Хана Губалинского по созданию Северо-Восточного Азербайджанского государства».
После защиты вернулся в Баку, в 1941—1948 годах работал старшим преподавателем АГУ, научным сотрудником АН Азербайджанской ССР. В 1943 году был назначен ответственным агитатором ЦК КП Азербайджана, а с 1944 года — в министерстве иностранных дел Азербайджанской ССР.
В 1945—1955 годах работал заведующим отделом пропаганды ЦК КП Азербайджана, председателем группы лекторов, заведующим кафедрой истории СССР в Бакинской высшей партийной школе при ЦК КП Азербайджана. В 1956—1967 годах руководил отделом «история Средних веков» Института истории АН Азербайджанской ССР, в 1963 году защитил докторскую диссертацию на тему «Азербайджано-российские отношения во второй половине XVIII века» и получил звание доктора исторических наук.
Умер 23 марта 1967 года в возрасте 56 лет.

## Труды
- Marksizm-leninizm və din, B., 1950.
- Из истории Северо-Восточного Азербайджана 60—80 гг. XVIII века., B., 1958.
- Азербайджан в XVIII веке и взаимоотношения его с Россией, B., 1965.[2]